# Gastromaladera koyamai
Gastromaladera koyamai är en skalbaggsart som beskrevs av Hirasawa 1985. Gastromaladera koyamai ingår i släktet Gastromaladera och familjen Melolonthidae. Inga underarter finns listade i Catalogue of Life.